# تپه نقاره خانه دهگاه
تپه نقاره خانه دهگاه مربوط به دوره اشکانیان - دوره ساسانیان است و در شهرستان بروجرد، بخش مرکزی، دهستان دره صیدی، ۴۰۰ متری جنوب شرقی دهگاه واقع شده و این اثر در تاریخ ۲۸ اسفند ۱۳۸۵ با شمارهٔ ثبت ۱۸۳۷۸ به‌عنوان یکی از آثار ملی ایران به ثبت رسیده است.